# Daniele Liotti
Daniele Liotti (ur. 1 kwietnia 1971 w Rzymie) – włoski aktor teatralny i filmowy.

## Wybrana filmografia
- 1995: Bidoni jako Riccardo
- 1996: Cresceranno i carciofi a Mimongo jako Sergio Baldini
- 1997: Finalmente soli jako Christian
- 1997: Oltre la giustizia jako żołnierz Repetto
- 1998: Abbiamo solo fatto l'amore jako Simone
- 2001: Joanna Szalona (Giovanna la pazza) jako Filip I Piękny
- 2006: Nowe imperium jako Titus Valerius Taurus
- 2014: Perdona si te llamo amor jako Alex